# 青海职业技术大学
青海职业技术大学是中华人民共和国的一所全日制公办本科职业高等学校，位于青海省西宁市城北区。
2002年4月，青海省交通学校、青海交通技工学校、青海省交通职工中专学校、青海广播电视大学交通工作站（资源）和青海联合职工大学交通分校合并为大专层次的青海交通职业技术学院。2024年5月31日，升格为职业本科层次的青海职业技术大学。